# Copa Latina 2011 (fútbol playa)
La XII Copa Latina del 2011 se disputó del 28 al 30 de enero de 2011 en la ciudad de Rio Quente, Goiás, Brasil.

## Equipos participantes
Tres asociaciones miembros de la Conmebol más México participaron en este campeonato:
- Argentina
- Brasil
- México
- Uruguay

## Resultados

### Posiciones
| Equipo    | Pts | PJ | PG | PG+ | PP | GF | GC | Dif |
| --------- | --- | -- | -- | --- | -- | -- | -- | --- |
| Uruguay   | 8   | 3  | 2  | 1   | 0  | 10 | 8  | 2   |
| Brasil    | 6   | 3  | 2  | 0   | 1  | 10 | 7  | 3   |
| México    | 3   | 3  | 1  | 0   | 2  | 12 | 13 | -1  |
| Argentina | 0   | 3  | 0  | 0   | 3  | 10 | 14 | -4  |

### Partidos
| 28 de enero de 2011, 16:00 | Argentina         | 3:4               | Uruguay                | Estadio Hot Park, Rio Quente, Goiás |  |
|                            | Vivas · De Ezeyza | ( 1:0, 1:0, 1:4 ) | Fabián · Nico · Matías |                                     |  |

| 28 de enero de 2011, 17:30 | Brasil           | 4:3 | México                   | Estadio Hot Park, Rio Quente, Goiás |  |
|                            | Benjamín · Dunga |     | Rodríguez · Cati · Plata |                                     |  |

| 29 de enero de 2011, 09:00 | Uruguay                   | 3:2               | México          | Estadio Hot Park, Rio Quente, Goiás |  |
|                            | Pampero · Matías · Fabián | ( 1:1, 1:1, 1:0 ) | Mosco · Barbosa |                                     |  |

| 28 de enero de 2011, 10:30 | Brasil                    | 3:1               | Argentina | Estadio Hot Park, Rio Quente, Goiás |  |
|                            | André · Benjamín · Sidney | ( 1:1, 0:0, 2:0 ) | Larreta   |                                     |  |

| 30 de enero de 2011, 08:30 | Argentina                           | 6:7 | México                                | Estadio Hot Park, Rio Quente, Goiás |  |
|                            | Vivas · Vivas · Joel · Franceschini |     | Maturin · Rodríguez · Barbosa · Plata |                                     |  |

| 30 de enero de 2011, 10:00 | Brasil                   | 3:3 (0:1 p.)               | Uruguay       | Estadio Hot Park, Rio Quente, Goiás |  |
|                            | Fabián (a.g.) · Benjamín | ( 1:0, 1:2, 1:1, 0:0 )     | Fabían · Nico |                                     |  |
|                            |                          | Tiros desde el punto penal |               |                                     |  |
|                            | Benjamín                 |                            | Fabián        |                                     |  |

| Brasil               | Uruguay                  |
| -------------------- | ------------------------ |
| Mão (PO)             | Diego Monserrat (PO)     |
| Marquinhos (PO)      | Gustavo Sebe (PO)        |
| Buru                 | Fabricio Vallarino       |
| Souza                | Marcelo Capurro          |
| Daniel               | Germán Parrillo          |
| Betinho              | Fabián Canaveris         |
| Dunga                | Matías Cabrera           |
| Anderson             | Sarandí Sobral (Pampero) |
| Bruno Xavier         | Gonzalo Cazet            |
| André                | Sebastián Olivera        |
| Sidney               | Rodrigo de Lazzari       |
| Benjamín             | Nicolás Bella            |
| DT: Alexandre Soares | DT: Fernando Rosa        |

| Bandera de Uruguay |
| Campeón Uruguay    |
| Primer título      |